# Departamento El Progreso
El Progreso ist ein Departamento Guatemalas und liegt in der Mitte des Landes (Region III). Es erstreckt sich auf knapp 2.000 Quadratkilometern und hat etwa 172.200 Einwohner. Die Hauptstadt des Departamentos ist Guastatoya, die größte Stadt ist Sanarate.
El Progreso grenzt im Norden an das Departamento Alta Verapaz, im Osten an Zacapa, im Südosten an Jalapa, im Südwesten an das Departamento Guatemala und im Nordwesten an Baja Verapaz.

## Landesnatur
El Progreso ist eines der heißesten und trockensten Departamentos des Landes und wird manchmal als die „Wüste Guatemalas“ bezeichnet. Ende des 19. Jahrhunderts opferte man große Waldgebiete dem Eisenbahnbau. Eine Ausnahme bilden die im Norden gelegenen Gebirgszüge der Sierra de las Minas und in der Mitte das sich von Westen nach Osten öffnende Tal des Río Motagua, des größten Flusses des Landes, der weite Teile des Hochlandes entwässert und in Izabal in die Karibik mündet.

## Bevölkerung
Da El Progreso seit jeher Durchgangsland ist und hier die Verkehrswege zwischen Guatemala-Stadt und den Karibikhäfen in Izabal verlaufen, wurde die indigene Bevölkerung und ihre Sprache in dieser Gegend fast völlig verdrängt. Die fast ausschließlich Spanisch sprechende Bevölkerung konzentriert sich entlang des Río Motagua und an den wichtigsten Verkehrsachsen. El Progreso ist in acht Municipios (Großgemeinden oder auch Landkreise) unterteilt:
| El Jícaro                 | Guastatoya                  |
| Morazán                   | Sanarate                    |
| Sansare                   | San Antonio La Paz          |
| San Agustín Acasaguastlán | San Cristóbal Acasaguastlán |

Dem Departamento als staatlichem Verwaltungsbezirk steht ein von der Zentralregierung entsandter Gouverneur vor. Die Municipios sind eigenständige Gebietskörperschaften mit gewählten Bürgermeistern und Volksvertretungen und untergliedern sich in Aldeas  (Landgemeinden) und Caseríos, Parajes oder Fincas (Weiler und Höfe).

## Wirtschaft
Traditionell wichtigste Wirtschaftszweige sind die Landwirtschaft und das Handwerk. Wichtigste landwirtschaftliche Produkte sind Kaffee, Zuckerrohr,  Tabak, Mais, Gemüse und Baumwolle. Die Erzeugnisse der zahlreichen kleinen Handwerksbetriebe sind unter anderem Möbel, Leder- und Korbwaren. Der Tourismus entwickelt sich auf Grund des Durchgangsverkehrs nur sporadisch. Die Atlantikroute CA-9, die Guatemala-Stadt mit dem Karibikhafen Puerto Barrios verbindet, durchquert das Departamento von West nach Ost. Bei El Rancho, wo die CA-14 ins nördlich gelegene Cobán abzweigt, befindet sich der wichtigste Verkehrsknotenpunkt des Departamentos. Südlich der Atlantikstraße CA-9 verläuft die Trasse einer stillgelegten Eisenbahnlinie. Wiederholt wurde in Betracht gezogen, diese für den Containerverkehr zu reaktivieren. Da bis dato keine privaten Investoren für dieses Projekt gefunden werden konnten und der Ausbau der CA-9 zu einer Autobahn nur sehr schleppend vorangeht, ist die Atlantikroute wegen des Schwerlastverkehrs fast permanent überlastet.

## Sehenswürdigkeiten
In der Hauptstadt Guastatoya befindet sich einer der schönsten Stadtparks Guatemalas. Förderlich für den Tourismus war der Bau eines Wasserparks (Parque Acuático Guastatoya), der 2001 eröffnet wurde. Eine ähnliche Einrichtung unterhält die guatemaltekische Arbeitnehmer-Wohlfahrtsorganisation IRTRA etwas weiter westlich an der Atlantikroute CA-9. 10 km südlich von Sanarate befindet sich der Balneario Poza Los Plátanos mit seinen Quellgebieten und natürlichen Bade- und Erholungsmöglichkeiten. Maya-Ruinen kann man in Guayatán am Motagua besichtigen, sowie in El Jabillo und Los Bordos, wo in der klassischen Zeit größere Ballspiele stattfanden. Attraktionen modernerer Epochen sind die Barock-Kirchen von San Cristóbal Acasaguastlán und San Agustín Acasaguastlán, die beide unweit der CA-9 liegen. Die Berge der Sierra de las Minas im Norden warten mit ihrer reicheren Vegetation und Naturschutzgebieten auf, darunter die Wälder von La Peña del Ángel und der Cerro El Pinalón, der mit 2962 m höchste Berg des Departamentos.

## Geschichte
Weite Teile von El Progreso gehörten früher zu Jalapa. Das Departamento El Progreso entstand am 13. April 1908, wurde jedoch bereits 1920 wieder aufgelöst. In seiner heutigen Form besteht es seit dem 3. April 1934.